# Voir (émission de télévision)
Voir est une émission de télévision québécoise diffusée durant cinq saisons du 9 septembre 2009 au 26 mars 2014 à Télé-Québec. C'est une version télévisée du journal gratuit distribué dans plusieurs établissements de la région.
L’animateur de ce concept est Sébastien Diaz, qui hebdomadairement accompagné de journalistes du journal fait le bilan culturel de la dernière semaine. 
Débats, entrevues, performances, critiques et reportage sont au rendez-vous.
Lors du Gala des Prix Gémeaux 2011, le magazine Voir a remporté le prix de la meilleure émission culturelle et de service.
À travers les années, Voir a rencontré un large éventail d’artistes locaux comme internationaux.

## Collaborateurs
- David Desjardins
- Manon Dumais
- Tristan Malavoy-Racine
- Elsa Pépin
- Olivier Robillard Laveaux
- Christian Saint-Pierre